# Shakshuka
La shakshuka (àrab: شكشوكة, xakxūka) és un plat d'Orient Mitjà preparat amb tomàquets guisats, espècies i ous. Es prepara a foc lent, començant amb els vegetals i les espècies; un cop cuits, s'afegeixen els ous. Aquest menjar és molt semblant al plat turc anomenat menemen i al plat mexicà conegut com a huevos rancheros.
A la cuina d'Israel, el plat es prepara amb ous, tomàquets, ceba o all. La shakshuka es menja normalment amb pa de pita, com molts dels plats de la cuina de l'Orient Mitjà o amb pa blanc, que es suca en el menjar. Encara que no és un plat gaire comú en la cultura occidental, la shakshuka es troba arreu del Món, als restaurants de menjar israelià o sefardita que són caixer.
La popularitat d'aquest plat s'està fent més gran entre els jueus de la diàspora. Hi ha variacions d'aquest plat, com la shakshuka amb pebrots verds, i fins i tot canviant els ous per tofu.